# NGC 7295
NGC 7295 é um aglomerado aberto na direção da constelação de Lacerta. O objeto foi descoberto pelo astrônomo John Herschel em 1831, usando um telescópio refletor com abertura de 18,6 polegadas. 